# 施官镇
施官镇，是中华人民共和国安徽省滁州市来安县下辖的一个乡镇级行政单位。

## 行政区划
施官镇下辖以下地区：
中所村、龙山村、张储村、南沛村、西武村、顿邱村、桥西村、彭岗村、大塘村、施官村、贾龙村、仙山村、街镇村和桃庄村。